# Sinotherium
A Sinotherium az emlősök (Mammalia) osztályának páratlanujjú patások (Perissodactyla) rendjébe, ezen belül az orrszarvúfélék (Rhinocerotidae) családjába tartozó fosszilis nem.

## Tudnivalók
A Sinotherium (magyarul: „kínai szörny”), egy fosszilis, egyszarvú orrszarvú nem volt, amely a miocén és pliocén korokban élt. Az állat az Elasmotherium őse volt. Elterjedési területe Nyugat-Kína volt, itt találták maradványait. A Sinotherium az Iranotheriumból fejlődött ki, ez utóbbit Irán területén találták meg, a korai pliocén rétegben. Egyes tudósok a Sinotheriumot és az Iranotheriumot az Elasmotherium nembe helyezné.
A miocén korban élő példányoknak a Paraelasmotherium nevet is adják.